# Distretto del Tiergarten
Il distretto del Tiergarten (in tedesco Bezirk Tiergarten) era un distretto della città tedesca di Berlino.
Prendeva il nome dal parco del Tiergarten, posto al centro del distretto.

## Storia
Il distretto del Tiergarten fu creato nel 1920 in seguito alla legge istitutiva della “Grande Berlino”, con la quale venivano annessi alla capitale tedesca una serie di città, comuni rurali e territori agricoli dell’immediato circondario.

Il distretto, indicato con il numero 2, comprese le aree occidentali del vecchio comune di Berlino, e precisamente gli ex distretti amministrativi 31-49, 283-292C e 293A-304.
Nel 1945 il distretto fu assegnato al settore di occupazione britannico e quindi a Berlino Ovest.
Nel 2001, nell’ambito della riforma amministrativa dei distretti berlinesi, il distretto del Tiergarten venne fuso con il distretto del Wedding e il vecchio distretto di Mitte, creando il nuovo distretto di Mitte.
L’area dell’ex distretto di Tiergarten corrisponde oggi ai quartieri di Hansaviertel, Moabit e Tiergarten.